# Eggenertal

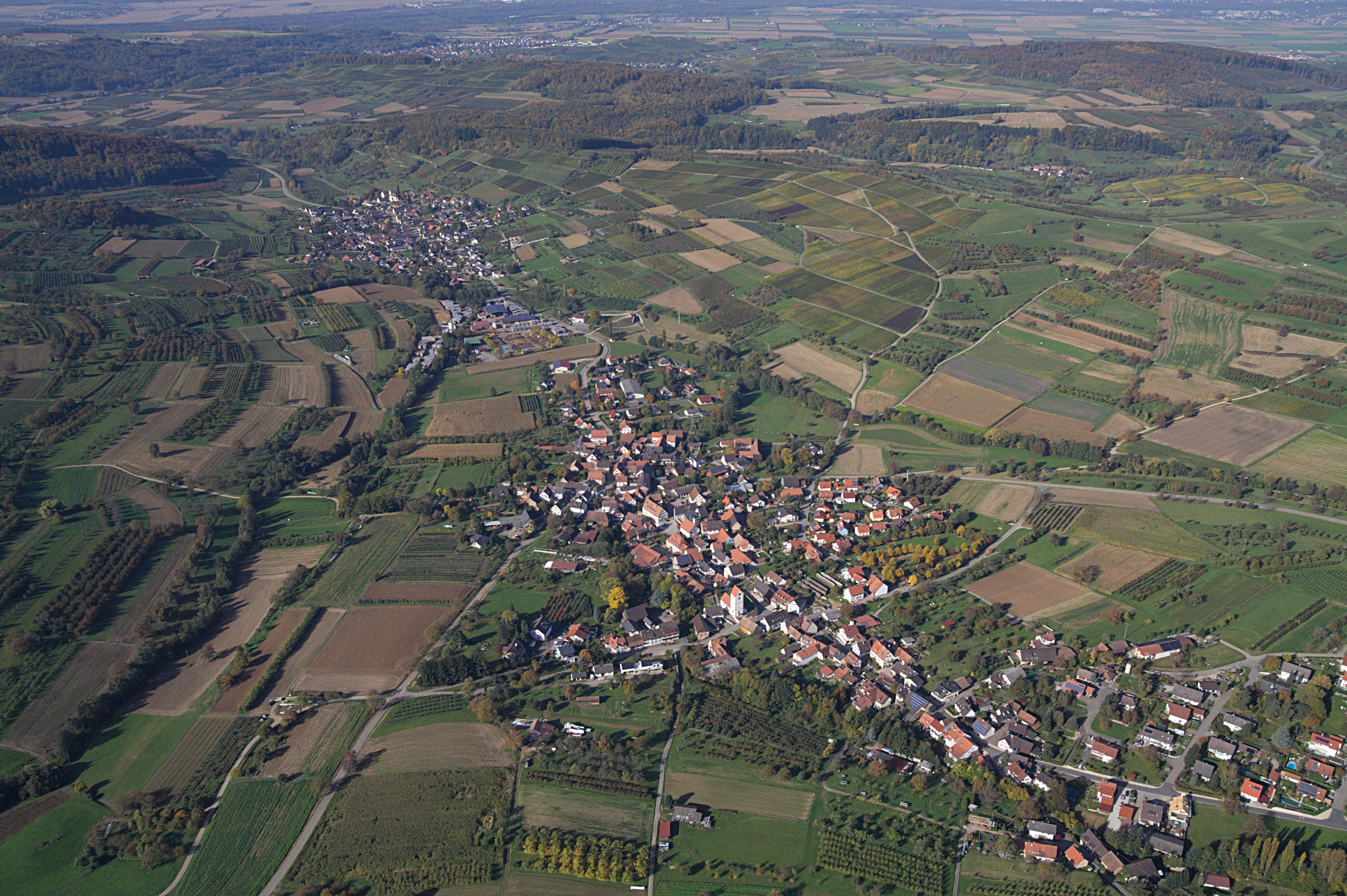
Luftbild des Eggenertals in südwestliche Richtung

Das Eggenertal ist eine Kulturlandschaft im Markgräflerland. Das etwa ein Kilometer breite Tal im Nordwesten des Landkreises Lörrach hat eine Nord-Ost-Ausdehnung von rund drei Kilometern. Im Tal liegen die Ortschaften Niedereggenen, Obereggenen und Schallsingen, die seit 1974 zum Gemeindegebiet von Schliengen gehören. Das Vorbergzonengebiet ist durch den Obst- und Weinanbau geprägt, insbesondere durch den Anbau von über einem Dutzend unterschiedlicher Kirscharten. Das warme Klima im Eggenertal verbunden mit reichlich Niederschlägen, lehmigen Böden und einer geringen Spätfrostgefahr ist optimal für den Obstanbau. Ein Erzeugergroßmarkt in Niedereggenen ist Sammelstelle für alle Obstbauern, von wo der Obst- und Gemüsevertrieb in den Lebensmittelhandel gelangt.

## Beschreibung

### Geographie und Lage

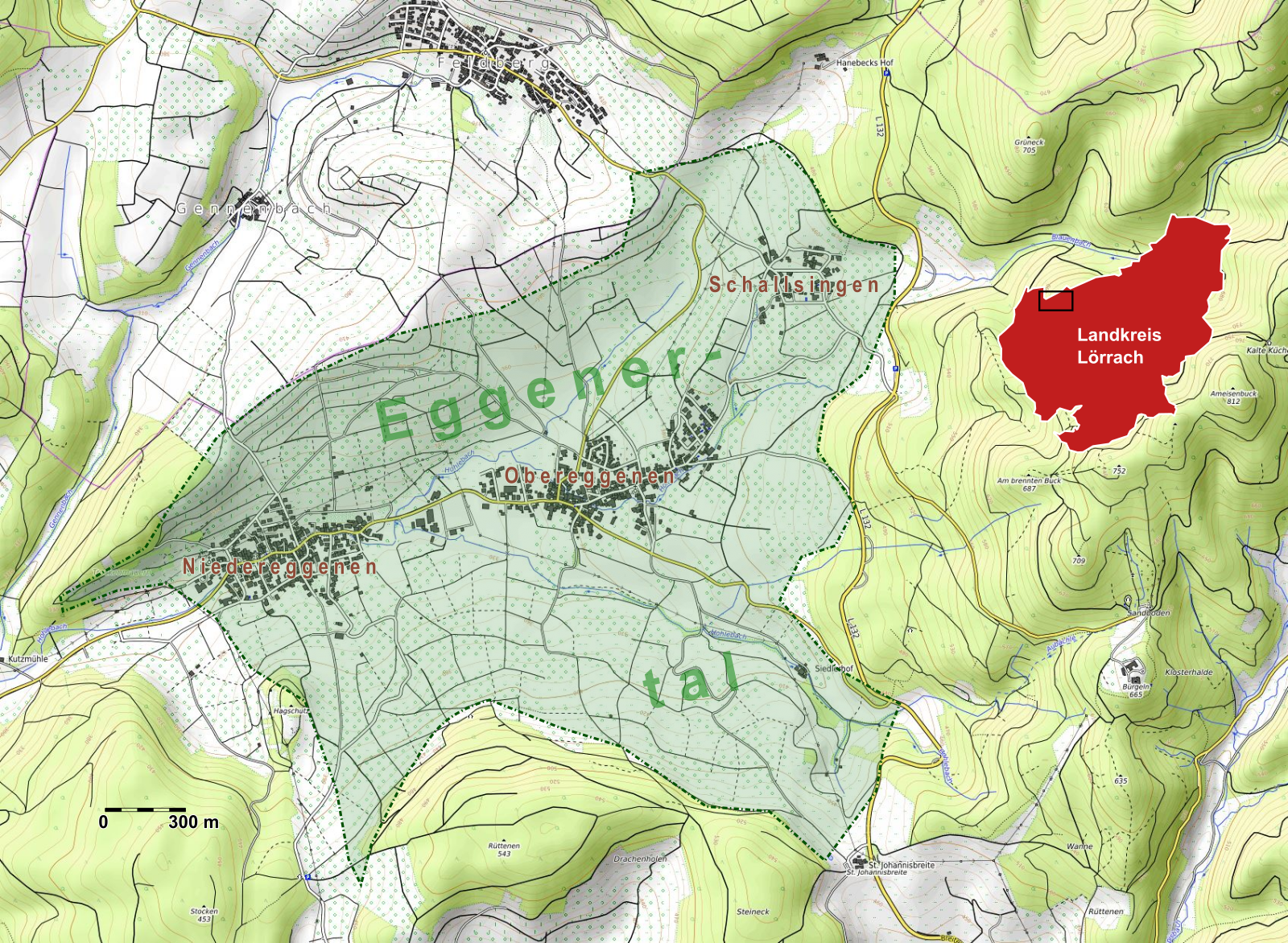
Karte des Eggenertals

Das Eggenertal wird von Liel kommend durch die Kreisstraße 6316 (Hohlenbachstraße) erschlossen, die durch Nieder- und Obereggenen führt. In Obereggenen teilt sich die Straße in die nördlich verlaufende Kreisstraße 4984 (Feldberger Straße) in Richtung Schallsingen und die Kreisstraße 6342 (Kanderner Straße), die in die L 132 mündet und weiter über die St.-Johannis-Breite nach Kandern führt. Daneben gibt es kleinere Verbindungsstraßen und Wirtschaftswege. Diverse Bäche fließen vom Hochblauen (1165,4 m ü. NHN) beziehungsweise dem Ameisenbuck (812 m ü. NHN) ins Eggenertal und münden in den zweiarmigen Hohlenbach, der sich östlich von Niedereggenen in einen Bacharm vereinigt und weiter nach Schliengen fließt.
Der südwestliche Taleingang ist die Kutzmühle westlich von Niedereggenen (290 m ü. NHN) und wird südlich vom bewaldeten Rüttenen (543 m ü. NHN) und nördlich von der Kreisgrenze zwischen Lörrach und Breisgau-Hochschwarzwald begrenzt, die entlang eines Berghanges verläuft. Östlich von Obereggenen gabelt sich das Tal in einen südöstlichen und einen nördlichen Teil auf. Beide Talhälften steigen bis zu einer Höhe von knapp über 400 m ü. NHN empor und werden östlich vom beginnenden Hochschwarzwald begrenzt. Dieser östliche Abschluss der Talweitung bildet die Schwarzwaldrandverwerfung, die den Übergang zur geotektonischen und naturräumlichen Einheit des Süd- und Hochschwarzwaldes markiert.

Südlicher Blick auf das Eggenertal, rechts erhebt sich der 1165 Meter hohe Hochblauen

### Naturdenkmal „Am Hagschutz“
Südlich von Niedereggenen erhebt sich der 398 m ü. NHN hohe, markante Bergrücken „Am Hagschutz“. Das Gebiet umfasst rund 3,2 Hektar und ist seit 1980 ein flächenhaftes Naturdenkmal. Kulturhistorisch sind Siedlungen bereits aus der Jungsteinzeit nachgewiesen. Der Bergrücken bietet mit Halbtrockenrasen, Gehölze und Waldpartien auch ein Habitat für viele seltene Pflanzen und dient gleichzeitig als Aussichtspunkt in das Tal. Durch das Naturdenkmal führt ein 1,2 Kilometer langer Rundweg mit Infotafel.

### Wanderwege

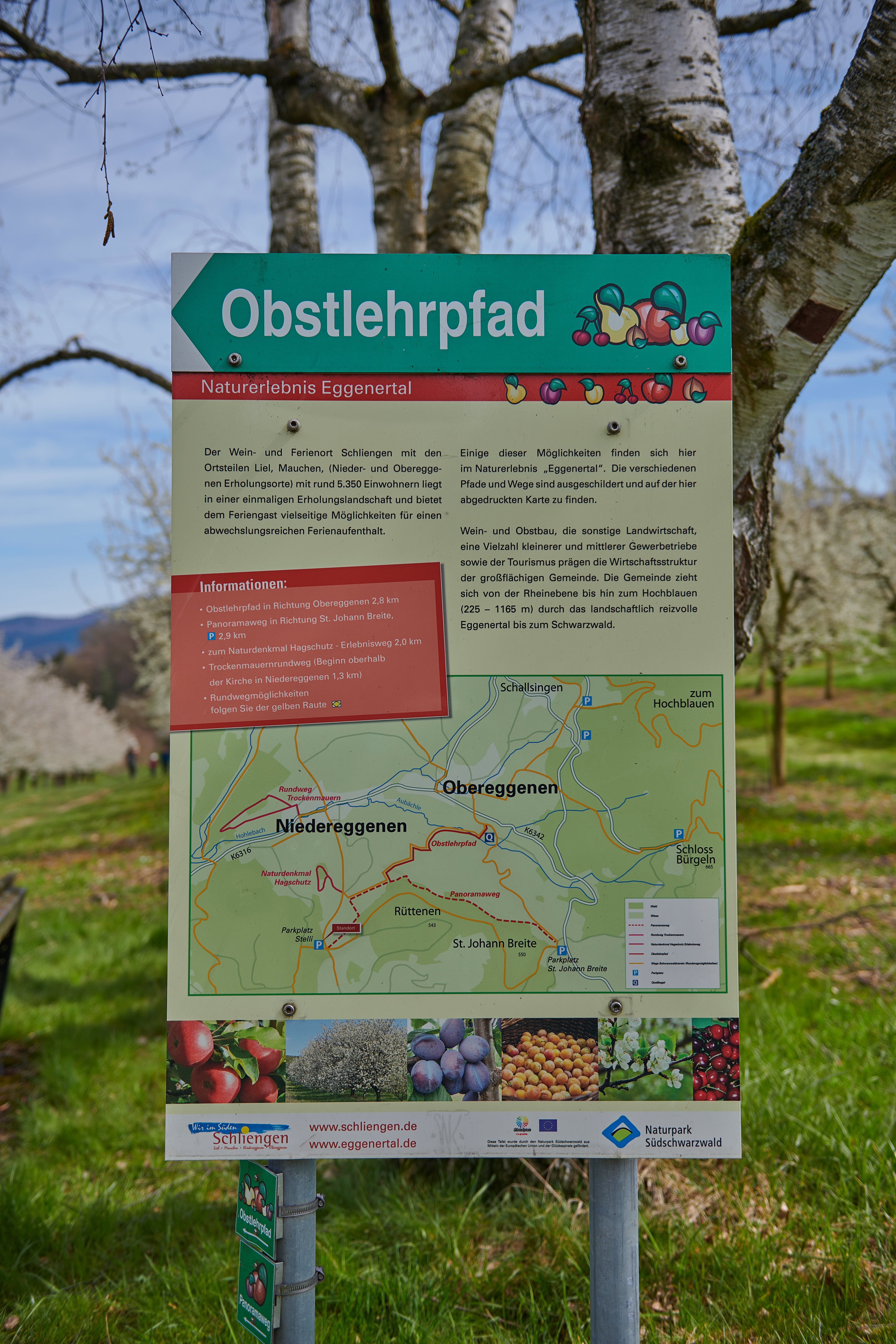
Hinweistafel zum Obstlehrpfad

Weitere Themenwanderwege führen durch das Eggenertal. Der Rundwanderweg „Trockenmauerngebiet“ führt durch ein altes Rebgebiet mit vielen alten Trockenmauern. Der 2,5 Kilometer lange Obstlehrpfad verbindet den Ortsteil Obereggenen mit dem Wanderparkplatz Stelli. Der 2,9 Kilometer lange Panoramaweg verbindet den Wanderparkplatz Stelli mit dem Pass St.-Johannis-Breite und führt entlang des südlichen Höhenzuges teilweise entlang des Waldrandes. Beide Wege können als Rundweg kombiniert werden. Der längste Wanderweg führt entlang der Außengrenzen des Eggenertals und ist rund 12 Kilometer lang und führt außer auf ausgewählte Aussichtspunkte auf das Tal auch auf den Bergrücken „Am Hagschutz“, die Lina-Kromer-Bank zur Evangelischen Kirche Niedereggenen. Dieser Wanderweg wird mit dem Symbol von zwei Kirschen und einem Blatt gekennzeichnet. Eine weiter ausgedehnte Variante dieses Rundweges bezieht das über dem Tal hoch gelegene Schloss Bürgeln mit ein.

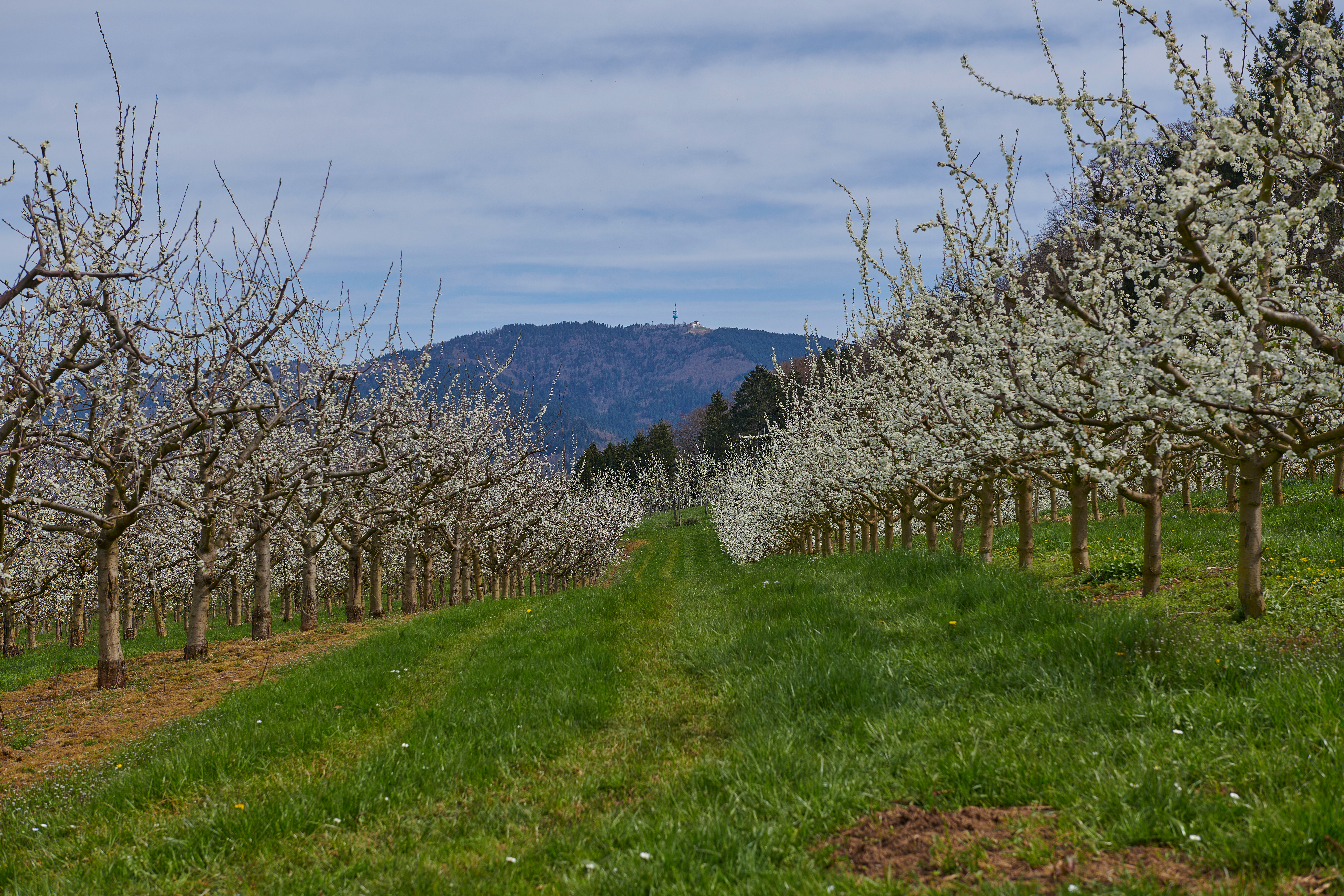
Kirschbaumplantage im Eggenertal
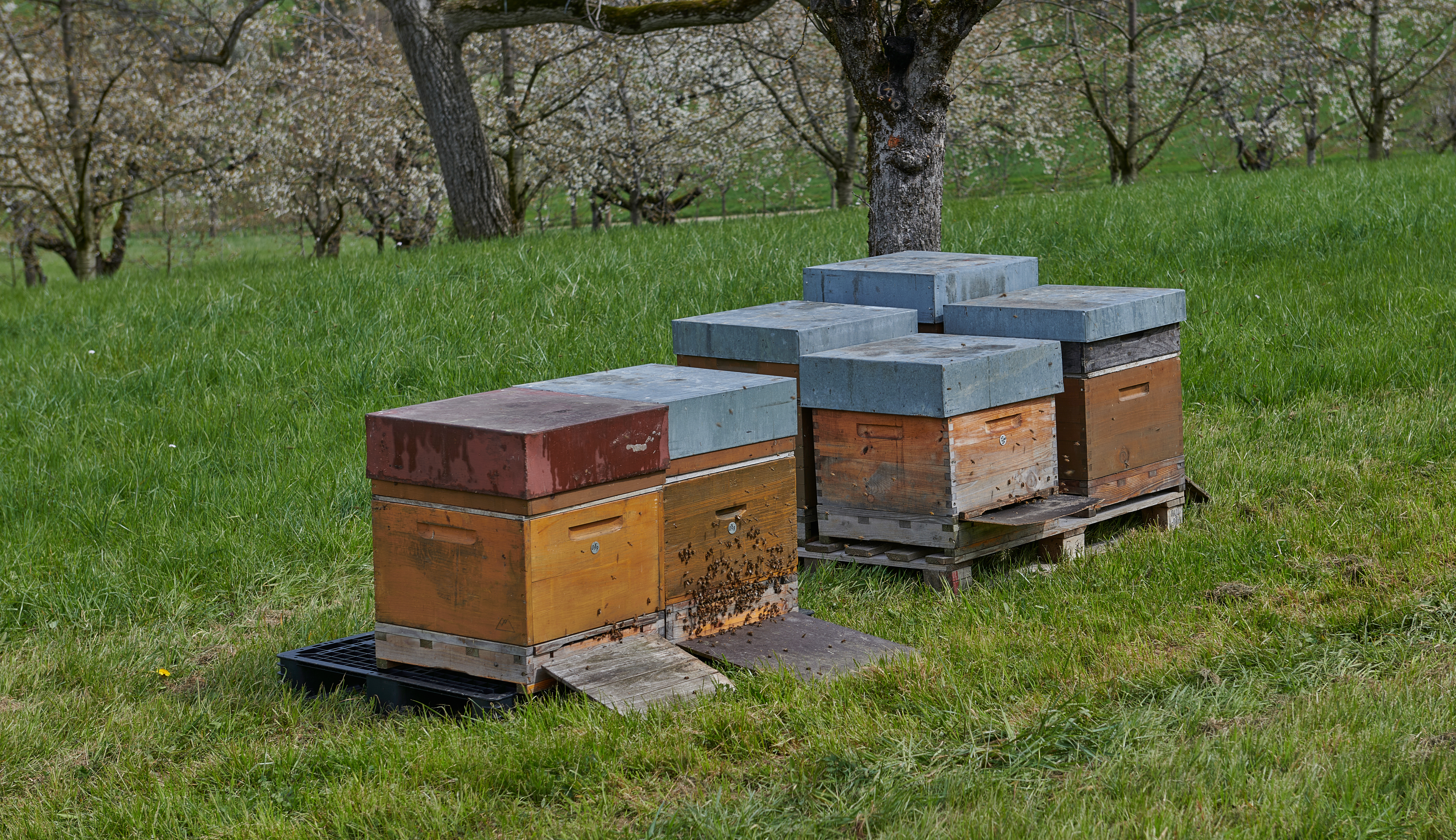
Bienenstöcke
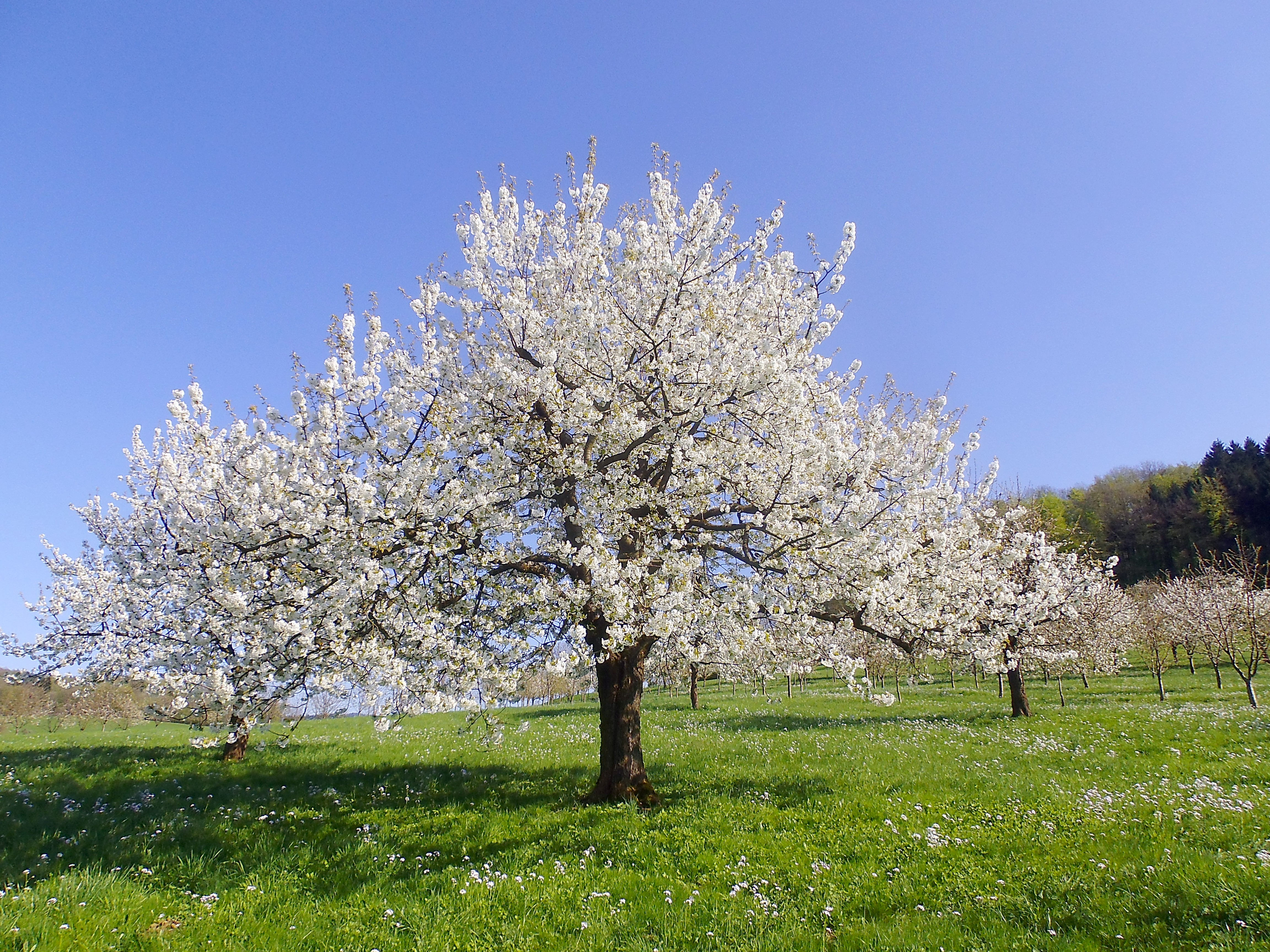
Blühender Kirschbaum
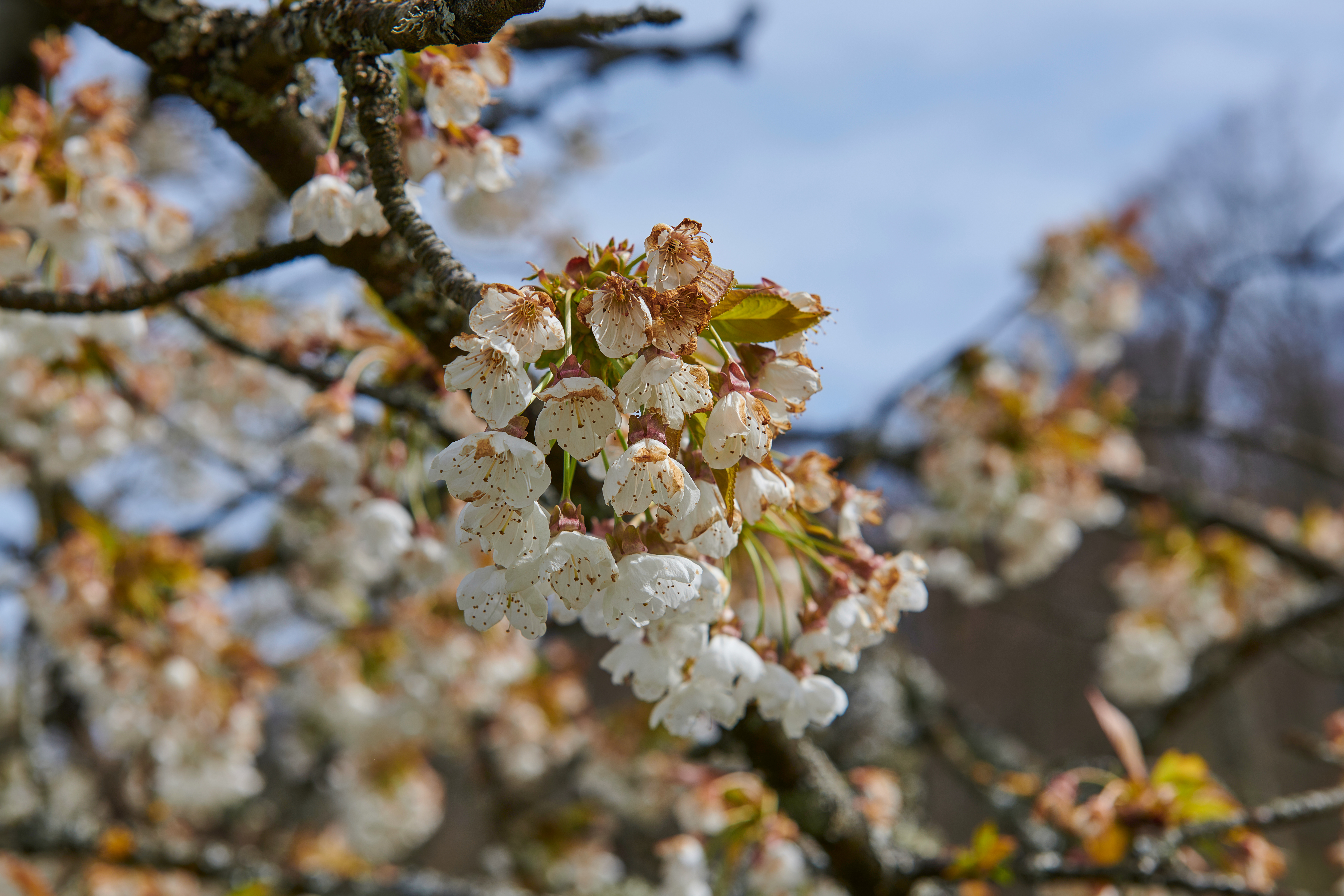
Detailansicht Kirschblüte